# Curtiss N-9
Die Curtiss N-9 (auch Model 5) ist ein Doppeldecker-Wasserflugzeug, das im Ersten Weltkrieg vom US-Amerikaner Glenn Curtiss konstruiert wurde.

## Entwicklung
Die Curtiss N-9 war eine Weiterentwicklung der Curtiss Model N von 1914. Aus dem Zusammenfügen der besten Eigenschaften der beiden einander sehr ähnlichen Entwürfe Model J und Model N entstand Ende 1914 die Curtiss JN-4. Während Curtiss das Model J nicht weiter verfolgte, wurde das Model N in den Jahren 1915/16 unabhängig und parallel zur Jenny weiterentwickelt. Serienausführungen waren die N-8 und N-9, während über die Existenz von eventuellen Vorgängervarianten N-1 bis N-7 nichts bekannt ist.
Die N-9 war im Wesentlichen eine JN-4B, die einen 100 PS leistenden Curtiss-OXX-Motor, einen zentralen Schwimmer und eine Verlängerung der unteren Tragflächen um 1,52 m erhielt. Durch die vergrößerte Spannweite konnte das zusätzliche Gewicht der Schwimmer ausgeglichen werden. Die Querruder des oberen Flügels waren ebenfalls, wie bei der JN-4B vergrößert. Der Curtiss OXX-6-Motor leistete mit seinen 100 PS 10 PS mehr als der OX-5 Motor der Curtiss JN-4. Das Flugzeug besaß neben dem großen mittleren Schwimmer jeweils einen Stützschwimmer an den Flügelenden.
Bei Testflügen mit dem Prototyp wurden Mängel bei der Richtungsstabilität festgestellt. Daher erhielten die Serienmaschinen ein vergrößertes Seitenleitwerk.
Da die Curtiss-Fabriken überlastet waren, wurden 460 Flugzeuge von Marblehead Burgess hergestellt.
Insgesamt wurden 560 Flugzeuge für die US Navy und 14 für die US-Army bestellt. Aufgrund des Waffenstillstandes wurde ein Auftrag über weitere 1.200 Flugzeuge storniert.

## Varianten
N-9H: Das Flugzeug war mit einem 150 PS starken Wright A Motor ausgerüstet. Mit dem Erscheinen der Curtiss N-9H wurde die N-9 in N-9C umbenannt. Die N-9H war 30,5 cm länger, wog leer 971 kg und hatte ein max. Startgewicht von 1247 kg. Die Höchstgeschwindigkeit betrug 125 km/h. Das Flugzeug erreichte eine Dienstgipfelhöhe von 2010 m.

## Technische Daten
| Kenngröße             | Daten der Curtiss N-9                              |
| --------------------- | -------------------------------------------------- |
| Besatzung             | 2                                                  |
| Länge                 | 9,09 m                                             |
| Flügelspannweite      | 16,25 m                                            |
| Antrieb               | 8-Zylinder-V-Motor Curtiss OX-6 mit 100 PS (74 kW) |
| Höchstgeschwindigkeit | 113 km/h                                           |
| Dienstgipfelhöhe      | 2743 m                                             |
| max. Flugzeit         | 2 h                                                |
| Startmasse            | 1093 kg                                            |